# Glafyra z Amazji
Glafyra z Amazji (zm. 324) – święta dziewica i męczennica chrześcijańska.

## Żywot
Świętą Glafyrę z Amazji wymieniało przedsoborowe Martyrologium Rzymskie pod datą 13 stycznia. Według napisanego przez Jana z Nikomedii Żywota św. Bazylego biskupa, Glafyra miała pochodzić z Italii. Była służącą Konstancji, żony cesarza Licyniusza, panującego od 308 do 324 roku. Gdy cesarz zaczął nagabywać Glafyrę, ta poskarżyła się Konstancji. Cesarzowa wysłała swą służkę, ubierając ją w strój męski, w towarzystwie zaufanego dworzanina do Amazji w Poncie, do biskupa Bazylego. Licyniusz był nieustępliwy. Nakazał sprowadzenie pod przymusem zarówno biskupa jak i dziewczyny. Glafyra zmarła zanim ją pojmano, bądź też, miała zostać osądzona i skazana na śmierć, ale zmarła przed egzekucją.
Według Kroniki Hieronima Glafyra była szpiegiem Konstantyna, najpierw na dworze Licyniusza, następnie u Tiridatesa III, króla Armenii. Biskup Bazyli miał jej pomagać i dlatego został oskarżony o zdradę stanu. Do Martyrologium została wpisana w XVI w. przez kard. Cezarego Baroniusza.

## Ikonografia
Glafyra z Amazji została przedstawiona na fresku w katedrze w Ascoli Piceno we Włoszech, którego autorem był  Cesare Mariani. Fresk powstał w 1890 roku i stanowi część cyklu Święci patronowie (wł. santi protettori).

## Upamiętnienie
Imieniem świętej nazwana została jedna z ulic w dzielnicy São Conrado w Rio de Janeiro w Brazylii. 